# Église Saint-Louis de Mont-Dauphin
Pour les articles homonymes, voir Église Saint-Louis.
L'église Saint-Louis est une église située dans l'enceinte du fort du Mont-Dauphin à Mont-Dauphin dans les Hautes-Alpes, en France.
Elle est classée au titre des monuments historiques et contient plusieurs objets classés monuments historiques dans la base Palissy.

## Description
Les fondations sont creusées à partir de 1697-99, la première pierre de l’église Saint-Louis est posée en 1700 et le chœur est achevé en 1704. Sa particularité est de n’avoir jamais été terminée, il n’existe que le chœur et le transept.
Le clocher, endommagé par un ouragan en 1838, est reconstruit en 1860. Les murs de la nef ont été construits, mais jamais couverts. Les pierres ont été utilisées dans les années 1880 pour la construction des batteries.
Dans son état actuel, l’église est longue de 18 m et haute de 15. L'édifice est classé monument historique en 1920, 1935 et 1943.